# Ví giận thương
Ví giận thương hay Giận mà thương là tên của bài dân ca Nghệ Tĩnh nổi tiếng, được Nguyễn Trung Phong cải biên từ dân ca cổ của Nghệ Tĩnh. Bài dân ca này vốn là một trích đoạn trong vở kịch dân ca Khi ban đội đi vắng của Nguyễn Trung Phong.. Cũng giống như bài Người ở đừng về, một bài hát dân ca Quan họ Bắc Ninh do Xuân Tứ cải biên, bài Ví giận thương thành công tới mức một thời gian dài nó được coi như dân ca cổ (không biết tác giả).

## Hoàn cảnh ra đời
Năm 1967, Ty Văn hóa Nghệ Tĩnh (lúc chưa tách ra 2 tỉnh Nghệ An, Hà Tĩnh như bây giờ) công chiếu vở kịch hát dân ca có tên là ‘’Khi ban đội đi vắng’’, tập hợp một số bài kịch hát của các tác giả Nguyễn Trung Phong, Nguyễn Trung Giáp, v.v... Bài dân ca ‘’Ví giận thương’’ chính là một đoạn trích trong vở kịch có tính cách xây dựng, tránh thói hư tật xấu này.
Đoạn trích này là nỗi niềm tâm sự, phân trần, thanh minh của người vợ với người chồng của mình trong vở kịch. Theo trong vở kịch, người chồng của cô gái nhân lúc ban đội (Ban quản lý đội sản xuất của Hợp tác xã nông nghiệp thời bao cấp) đi vắng, việc quản lý nhân sự trong đội sản xuất bị buông lỏng, nên đã có ý định ngược lên chợ Lường thuộc huyện Đô Lương để buôn lậu chè xanh bán kiếm lời. Chè xanh là hàng nông sản khan hiếm và là hàng quốc cấm ở thời bao cấp, chỉ được phép bán cho nhà nước. Khi biết được âm mưu của chồng, cô gái liền bàn với mẹ chồng, tìm cách chặn đứng hành vi sai trái của anh ta. Âm mưu bị phá, người chồng trách vợ rằng không thương mình. Đoạn thanh minh của người vợ với chồng trong vở ca kịch trên chính là nguyên văn của bài hát ‘’Giận mà thương’’. Bằng sự khéo léo của người phụ nữ Nghệ Tĩnh, cô gái đã kể lại chuyện đi sai đường của chồng và phân minh cho người chồng hiểu những việc làm sai trái của chồng.

## Đoạn hát ví
Đoạn này được viết bằng thơ lục bát:
Anh ơi khoan vội bực mình,
Em xin kể lại phân minh tỏ tường.

## Đoạn hát dặm
Đoạn này được viết bằng thơ bảy chữ:
Anh cứ nhủ rằng em không thương
Em đo lường thì rất cặn kẽ
Chính thương anh, em bàn với mẹ
Phải ngăn anh đi chuyến ngược Lường.
Giận thì giận mà thương thì thương
Anh sai đường, em không chịu nổi
Anh yêu ơi xin đừng giận vội
Trước tiên anh phải tự trách mình.

## Đánh giá
| “              | Chính tác giả Nguyễn Trung Phong khi viết vở kịch ngắn "Khi ban đội đi vắng" đã sáng tạo bài hát "Giận Thương" kết hợp một cách tài tình hai làn điệu hát Ví và hát Giặm. Bài hát "Giận Thương" đã đi vào lòng quần chúng nhân dân như một làn điệu gốc, không ai biết đó là sáng tác của một tác giả. | ” |
| — Trần Hồng Cơ | |   |

| “          | Bài Giận mà thương của Nguyễn Trung Phong sáng tác năm 1967, nó được rút từ một vở nhạc kịch dân gian, sau đó được phổ biến rộng rãi ở Nghệ An, Hà Tĩnh và lan truyền đến nhiều nơi khác. Câu đầu và câu cuối là mô phỏng Ví Đò Đưa. Phần giữa phát triển Hát Dặm. Đây là một kiểu lồng ghép từ Ví sang Dặm với các thủ pháp mô phỏng, mô tiến, điệp từ, nhấn âm hình chủ đạo, giữ âm sắc đặc trưng đậm đà chất dân gian. Có thể nói Giận mà thương là sáng tác thành công nhất của Nguyễn Trung Phong, được đông đảo công chúng yêu thích, được lưu truyền rộng rãi đến mức được coi là dân ca Nghệ Tĩnh. | ” |
| — Trần Đức | |   |

## Ảnh hưởng
Tháng 9 năm 1969, Chủ tịch Hồ Chí Minh qua đời, nhạc sĩ Đỗ Nhuận đã cải biên và đặt lời bài hát Trông cây lại nhớ đến Người. Tác giả tự chép tay rồi gởi ngay cho tỉnh Nghệ An. Nghệ sĩ Song Thao là người đầu tiên hát thành công bài đó. Giận mà thương là tiền đề, là âm điệu chủ yếu để Đỗ Nhuận cho ra đời bài Trông cây lại nhớ đến Người. Khi biết tin bài Giận mà thương có tác giả, nhạc sĩ Đỗ Nhuận gởi tặng ông Nguyễn Trung Phong một cuốn lịch tay, bìa ni lông. Tờ đầu cuốn lịch tự tay Đỗ Nhuận viết: "Thân tặng anh Nguyễn Trung Phong - người bạn cộng tác tình cờ".. Sau này, tùy vào hiểu biết của người biên tập hay người dẫn chương trình mà bài hát Trông cây lại nhớ đến Người có khi được giới thiệu là sáng tác của Đỗ Nhuận, có khi được giới thiệu là sáng tác của Nguyễn Trung Phong, Đỗ Nhuận cải biên, lại có khi là sáng tác của Nguyễn Trung Phong - Đỗ Nhuận.
Không chỉ nổi tiếng ở Việt Nam, bài hát Ví giận thương còn có ảnh hưởng tới nước ngoài. Bài hát đã được nhạc sư Hà Thiệu (何绍) người Trung Quốc độc tấu đàn bầu thành công.
Bộ phim tài liệu Hồ Chí Minh - Chân dung một con người của hai đạo diễn Bùi Đình Hạc và Lê Mạnh Thích nhân dịp kỉ niệm 100 năm ngày sinh của chủ tịch Hồ Chí Minh đã sử dụng nhạc nền là bài dân ca Ví giận thương. Phần nhạc không lời độc tấu bằng sáo trúc dân tộc bài dân ca này xuyên suốt toàn bộ tác phẩm để lại nhiều ấn tượng trong lòng người xem.